# Enrique Baturone Ribas
Enrique Baturone Ribas és un exjugador de bàsquet espanyol. És fill del militar Manuel Baturone Colombo i germà del pilot d'automobilisme Eugenio Baturone Ribas.
Baturone comença a jugar la temporada 1959-60 amb el Reial Saragossa Club de Tennis al Trofeu Gonzalo Aguirre, la segona divisió del bàsquet espanyol a la pràctica. Logra l'ascens i torna a jugar la següent temporada amb aquest equip ja a la Lliga Nacional, un equip conegut a partir d'aquest moment com l'Ibèria. La temporada 60-61 deixa Saragossa i s'instal·la a Catalunya, passant a jugar a l'Aismalíbar de Montcada, també a la Lliga Nacional. El 17 de desembre de 1963 juga en la Sala Price de Barcelona un partit amb la Selecció catalana contra el Reial Madrid que va guanyar el combinat català per 105-98. Aquell any juga també la final de la Copa del Generalíssim contra el Picadero, competició que acabaria enduent-se l'equip barceloní per 63-51, amb 7 punts de Baturone.
La temporada 1964-65 juga al Joventut de Badalona, compartint equip amb llegendes com Nino Buscató, Joan Fa, Lluís Cortés o Enric Margall. Fitxa la temporada següent per l'acabat d'ascendir Hospitalet. El 1967 torna a Badalona, però aquest cop per jugar amb el Sant Josep al Trofeu Gonzalo Aguirre. El 14 d'abril de 1968 logra l'ascens a la Lliga Nacional, i juga una altra temporada amb l'equip badaloní.